# Alex Lowe
Stewart Alexander Lowe (Frederick, Maryland; 24 de diciembre de 1958 - Shisha Pangma, China; 5 de octubre de 1999) fue un montañero estadounidense. Murió víctima de una avalancha mientras trataba de alcanzar la cumbre del Shisha Pangma.

## Biografía
Lowe era muy admirado por sus colegas por destacar en todos los aspectos del alpinismo, desde la escalada en roca y hielo hasta el descenso en esquí. Dave Hahn comentó una vez: "Aquí arriba está Alex Lowe, y luego estamos el resto de nosotros. El tipo es realmente mucho mejor que todos los demás". Conrad Anker dijo: "Todos estamos en este nivel, y luego está Alex". El propio Lowe dijo: "El mejor escalador del mundo es el que más se divierte".
Lowe mejoró la fuerza de la parte superior de su cuerpo gracias a un régimen diario de ejercicios que incluía 400 flexiones de mentón y cientos de fondos. En un artículo para Active Lifestyle, Gordon Wiltsie, un fotógrafo que escaló con Lowe en la Antártida y en la isla canadiense de Baffin, afirmó que "acaparaba la barra de dominadas para hacer 400 en series de 40 y 45 segundos. No le gustaban los tiempos muertos y sabía dónde hacer dominadas en muchos aeropuertos. Incluso en las expediciones, cuando el descanso es difícil de encontrar y muy apreciado, Lowe era un bicho raro. Hacía flexiones en las jarcias de un barco rumbo a la Antártida, o chapuzones en un pozo de nieve que cavaba en el campamento base". En ese artículo, Wiltsie decía: "En la isla de Baffin, después de transportar suministros a un punto alto en una escalada, volvimos al campamento agotados y cansados, pero Alex siguió haciendo jalón tras jalón. Incluso llevaba un aparato para hacer ejercicio en las escaladas". Se le conocía en broma como "Pulmones con piernas" y "El Mutante" por su increíble fuerza y resistencia.

### Rescate en Denali
En junio de 1995, Lowe ayudó al Servicio de Parques Nacionales a rescatar a varios escaladores españoles en el Denali (Alaska), a 6 190 metros de altitud. El 9 de junio, el grupo llevaba cuatro días atrapado a 5 900 metros de altura. Antes de que pudiera reunirse un equipo de rescate, uno de los escaladores cayó a 1 300 metros de altura desde la costilla superior oeste de la montaña. Todos los alpinistas supervivientes sufrían hipotermia. Lowe, Mark Twight y Scott Backes fueron trasladados en helicóptero militar a una meseta por encima de los españoles, descendieron por una pendiente de hielo y roca de 50 grados y 400 pies verticales para llegar hasta ellos y determinaron que uno necesitaba evacuación inmediata. En medio de la nieve, primero lo arrastró y luego lo cargó a la espalda por la empinada pendiente a gran altura.

## Muerte
En septiembre de 1999, Lowe, Conrad Anker y David Bridges (bicampeón nacional estadounidense de parapente) viajaron al gigante del Himalaya Shisha Pangma, de 8 013 metros de altura, el decimocuarto pico más alto del mundo, y que cierra el "ciclo de los ochomiles", como parte de la Expedición Americana de Esquí Shishapangma de 1999.
Los planes preveían que Lowe y Anker formaran parte del equipo que descendería esquiando, para convertirse en los primeros estadounidenses en descender esquiando desde la cumbre de un pico de 8 000 metros; mientras que Bridges formaba parte de un equipo cinematográfico de tres hombres que iba a rodar un documental de la NBC sobre la expedición para The North Face. Lowe comentó:

Ha sido un objetivo apasionante para mí esquiar desde un pico de 8 000 metros. Supongo que hay mucha gente que quiere hacer esto e intentar esquiar desde el Everest. Pero para mí, tiene que ser un descenso estético y de calidad. Y Shishapangma tiene la mejor línea de esquí de cualquiera de los picos de 8 000 metros. Es un tiro absolutamente recto por la cara suroeste. Va a ser una buena pista".

El 5 de octubre, se dividieron en dos equipos mientras buscaban una ruta para subir a la montaña. El grupo de Lowe (Lowe, Anker y Bridges) cruzaba un glaciar llano cuando un gran serac se desprendió a 1 800 metros de altura y cayó ladera abajo. La avalancha, de 150 metros de ancho, arrasó a los tres hombres. Anker fue arrojado a 30 metros por la ráfaga de viento y sufrió una brecha en la cabeza, dos costillas rotas y un hombro dislocado, pero salió de la nieve y dirigió un intento de rescate de 20 horas en el gran campo de escombros de hasta 6,1 metros de profundidad. En aquel momento no se encontró ninguno de los dos cuerpos, pero casi diecisiete años después, el 27 de abril de 2016, los alpinistas Ueli Steck y David Göttler encontraron los restos de los dos escaladores emergiendo del glaciar.